# Districts du canton de Schwytz

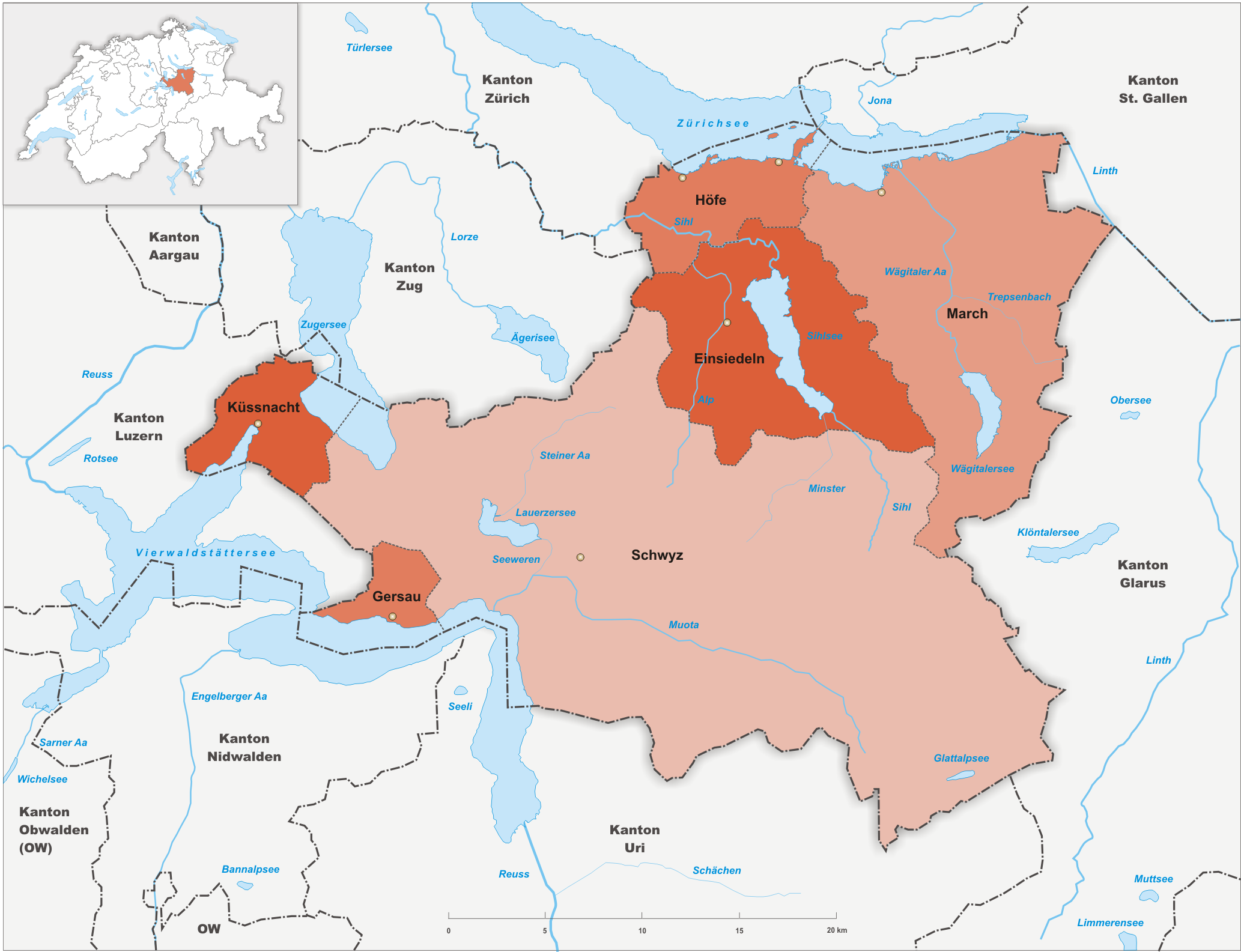
Carte du canton de Schwytz présentant sa division en districts.

Cet article présente une liste des districts du canton de Schwytz.

## Liste
En décembre 2008, le canton de Schwytz compte 6 districts. Tous ont l'allemand pour langue officielle.
Trois des districts ne regroupent qu'une seule commune.
| Nom        | Chef-lieu                            | N° OFS | Communes | Population (décembre 2022) | Superficie (km2) | Densité (hab./km2) |
| ---------- | ------------------------------------ | ------ | -------- | -------------------------- | ---------------- | ------------------ |
| Einsiedeln | Einsiedeln                           | B0501  | +01,     | +016 310,                  | +0099,04         | 165                |
| Gersau     | Gersau                               | B0502  | +01,     | +002 384,                  | +0014,37         | 166                |
| Höfe       | Pfäffikon / Wollerau (en alternance) | B0503  | +03,     | +029 674,                  | +0020,08         | 1478               |
| Küssnacht  | Küssnacht                            | B0504  | +01,     | +013 843,                  | +0029,36         | 471                |
| March      | Lachen                               | B0505  | +09,     | +045 619,                  | +0176,84         | 258                |
| Schwytz    | Schwytz                              | B0506  | +15,     | +057 090,                  | +0494,34         | 115                |
| Total      | Total                                | Total  | +30,     | +164 920,                  | +0906,92         | 182                |

Le canton de Schwytz s'étend également sur le lac de Sihl (10,70 km2) et partiellement sur ceux de Zoug (11,67 km2), de Zurich (17,26 km2) et des Quatre-Cantons (16,75 km2), qui n'appartiennent à aucun district (ni à aucune commune). Ces surfaces sont comprises dans le total de superficie du canton.